# Гейзер

Извержение гейзера Строккюр

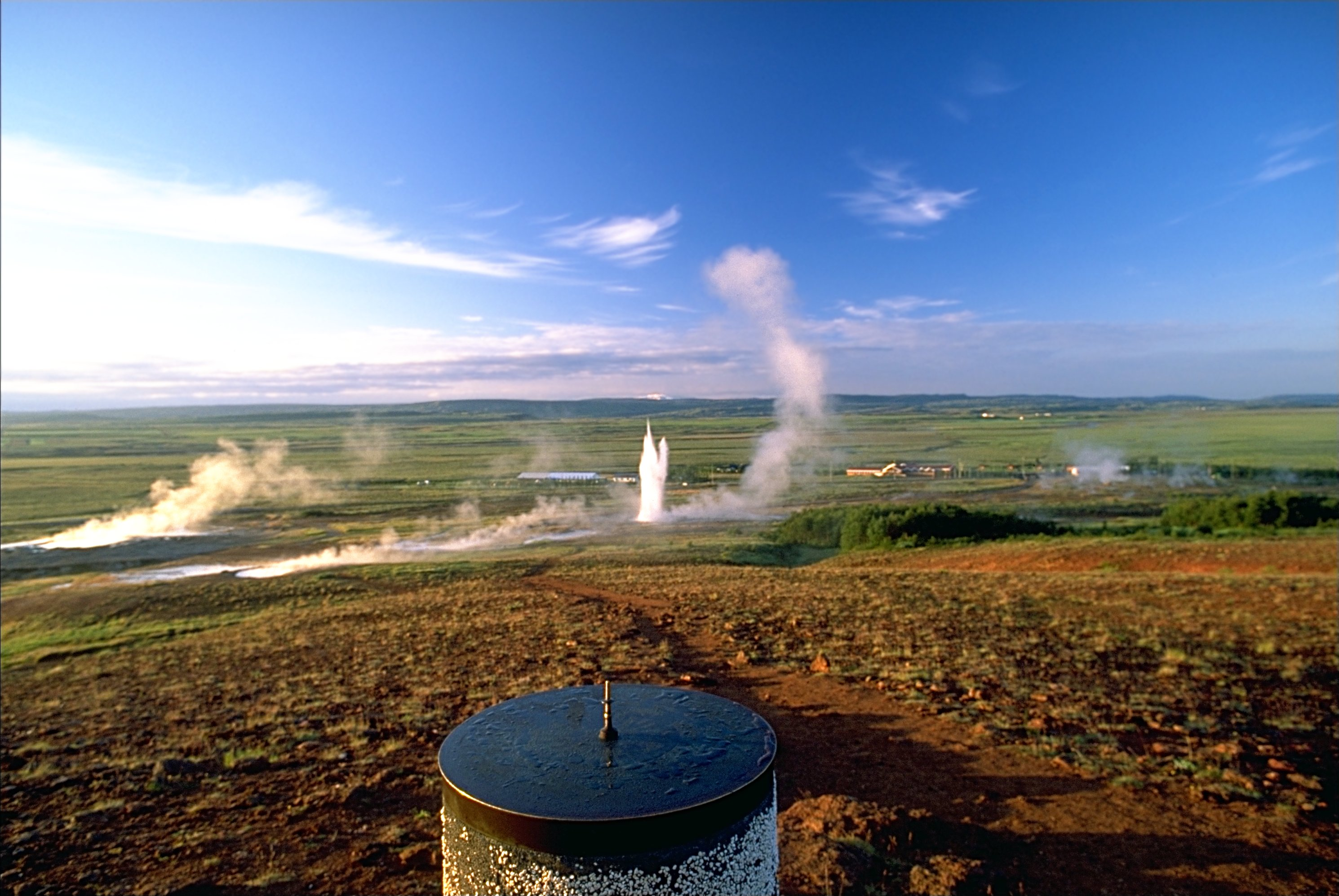
Вид горячего источника Гейсир в Исландии, давшего название себе подобным

Ге́йзер (исл. geysir, название одного из источников «Золотого кольца», от исл. geysa — хлынуть) — горячий источник, периодически выбрасывающий фонтаны горячей воды и пара под давлением. Гейзеры являются одним из проявлений поздних стадий вулканизма, распространены в областях современной вулканической деятельности.

## Описание
Гейзеры могут иметь вид небольших усечённых конусов с достаточно крутыми склонами, низких, очень пологих куполов, небольших чашеобразных углублений, котловинок, неправильной формы ям и др.; в их дне или стенках находятся выходы трубообразных или щелеобразных каналов, связанных лавой[уточнить]
Деятельность гейзера характеризуется периодической повторяемостью покоя, наполнения котловинки водой, фонтанирования пароводяной смеси и интенсивных выбросов пара, постепенно сменяющихся спокойным их выделением, прекращением выделения пара и наступлением стадии покоя. У отдельных гейзеров некоторые стадии цикла могут быть не выражены, но наличие стадии покоя отличает гейзеры от прочих пульсирующих и кипящих источников.
Различают регулярные и нерегулярные гейзеры. У первых продолжительность цикла в целом и его отдельных стадий почти постоянна, у вторых — изменчива, у разных гейзеров продолжительность цикла может составлять от нескольких минут до нескольких лет, однако в основном стадия покоя длится от нескольких минут до нескольких дней, а стадии извержения и парения не превышают по длительности нескольких минут.

Схема действия гейзера

Причина периодической деятельности гейзеров давно привлекала к себе внимание ученых. Было несколько попыток разгадать её, но наиболее основательная принадлежит Бунзену и Деклюазо. Они выяснили, что вода в глубине гейзера находится в перегретом состоянии, но она не кипит, потому что давление столба воды достаточно, чтобы задержать кипение. От нижних слоев воды идет передача высокой температуры к верхним, и, когда верхние слои закипят, сразу установившееся равновесие нарушается и вода, находящаяся под давлением, моментально обращается в пар, выбрасывает вышележащую воду, за которой выходит и сам пар. Для передачи более высокой температуры от нижних слоев к верхним в различных гейзерах необходимо различное время, вот почему и различные гейзеры извергаются через различные промежутки времени. Если поступление воды на глубине затруднено, то уровень зоны кипения опускается, а выброшенная гейзером вода частично падает вниз, образуя столб охлаждённой воды, что прекращает извержение. По мнению исследователей, каждый гейзер имеет свой механизм, обусловленным сложным строением системы его подземных каналов.

### Химический состав извергаемой воды
Вода, выбрасываемая гейзером, относительно чистая, слабо минерализованная (1—2 г/л), по химическому составу — хлоридно-натриевая или хлоридно-гидрокарбонатно-натриевая, содержащая относительно много кремнезёма, из которого у выхода канала и на склонах образуется близкая к опалу порода — гейзерит. Главная масса воды гейзера — атмосферного происхождения, возможно, с примесью магматической воды. Деятельность гейзера в целом относительно кратковременна и зависит от ряда условий — уменьшения теплового потока, прекращения у каналов движения подземных вод.

## Местонахождение
Крупные гейзерные поля известны в ниже перечисленных странах:
- Россия (Долина гейзеров на Камчатке);
- Исландия («Страна гейзеров»);
- США (национальный парк «Йеллоустон» на территории штатов Вайоминг, Монтана и Айдахо, также на острове Умнак (один из Алеутских островов, штата Аляска);
- Новая Зеландия (в северной части Северного острова, в окрестности города Роторуа);
- Чили (долина гейзеров Эль-Татио на высоте 4200—4300 м в пустыне Атакама, возле границы с Боливией, недалеко от Сан-Педро-де-Атакама).

Камчатская Долина гейзеров для туристов доступна только вертолётными турами. Другие гейзерные поля более посещаемы, так как они сравнительно легко доступны. В условиях охраняемой природной территории там сложилась соответствующая инфраструктура, и до них можно добраться на автомобиле.
Небольшие и одиночные гейзеры известны в следующих странах:
- Япония;
- Китай;
- Чехия.

## Известные гейзеры

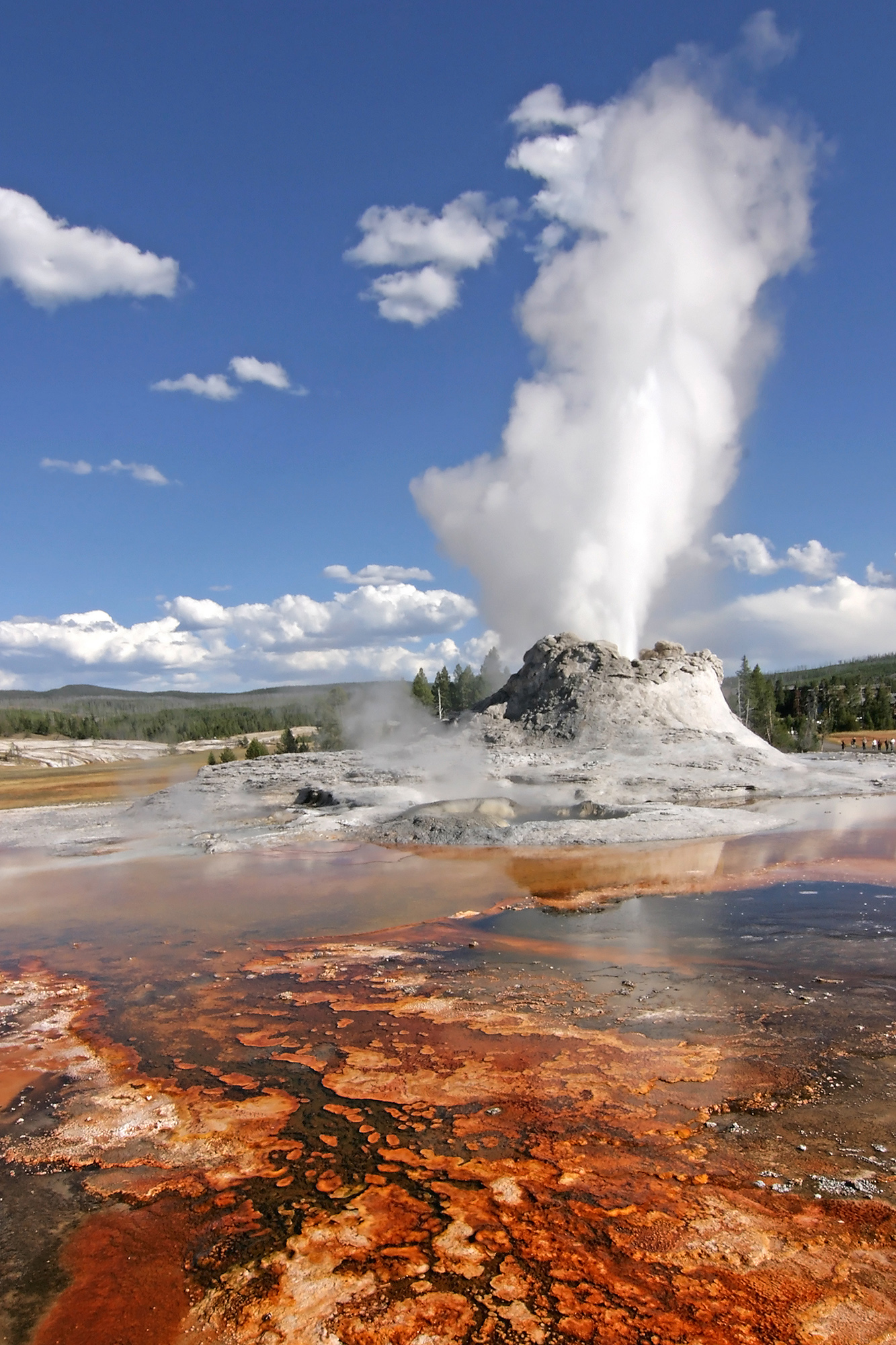
Извержение гейзера «За́мок», Йеллоустонский национальный парк

Крупные гейзеры на Камчатке были обнаружены в 1941 году в долине реки Гейзерной (Долина гейзеров), вблизи вулкана Кихпиныч. Была открыта Т. И. Устиновой 25 июля 1941 года. В отличие от других гейзерных полей мира, Кроноцкая Долина самая компактная: на участке всего 4 км² расположено несколько сот горячих пульсирующих источников и гейзеров. Всего на Камчатке до схода селевого потока 3 июня 2007 года было около 100 гейзеров, из них около 20 — крупных, по величине и силе извержений, не уступающих действующим гейзерам Исландии, Йеллоустонского национального парка США и Новой Зеландии. Самый большой гейзер Камчатки — Великан, выбрасывающий струи воды высотой 40 м и пара высотой несколько сот метров. Согласно Большой российской энциклопедии, для камчатских гейзеров характерен наибольший объём выброшенной воды (помимо Великана, названы также Грот и Малый).
В Исландии действует около 30 гейзеров, среди которых выделяется Прыгающая Ведьма (Грила), извергающий пароводяную смесь на высоту 15 м приблизительно через каждые 2 часа. На острове также расположен один из самых активных гейзеров мира — Строккур, извергающийся каждые 5—10 минут, и Гейсир (Старый Гейсир), наиболее известный гейзер, давший наименование явлению.
Самый высокий из известных современных фонтанов — у йеллоустонского гейзера Стимбот (до 90—120 м). Гейзер Экселсиор извергался в 1880-е годы широким фронтом, выбрасывая воду на высоту до 90 м. Другие крупнейшие гейзеры Йеллоустонского национального парка (около 200) самые большие — Гигант и Старый Служака. Первый выбрасывает пар и воду на высоту до 40 м с периодом в 3 дня, второй — на высоту 42 м через каждые 53—70 минут.
Мощный и самый красивый гейзер Новой Зеландии — Тетарата, который располагался на террасированном холме из розового кремнистого туфа, исчез во время извержения вулкана Тараверы в 1886 году. Другой новозеландский гейзер Уаимангу — самый большой и мощный на Земле, действовал нерегулярно с периодом от 5 до 30 часов с 1899 по 1904 год. Он выбрасывал при каждом извержении около 800 т воды на высоту до 180 м, и захваченные струёй камни поднимались до высоты 457 м. Действие гейзера прекратилось вследствие понижения на 11 м уровня воды в соседнем озере Таравера. Из современных новозеландских гейзеров выделяется Похуту, периодически фонтанирующий на высоту 20 м.